# La mujer rey
La mujer rey (título original en inglés: The Woman King) es una película épica histórica estadounidense ficticia de 2022 sobre las Amazonas de Dahomey, la unidad guerrera exclusivamente femenina que protegió el reino de Dahomey en África Occidental durante los siglos XVII al siglo XIX. Ambientada en la década de 1820, la película está protagonizada por Viola Davis como una general que entrena a la próxima generación de guerreras para luchar contra sus enemigos. Está dirigida por Gina Prince-Bythewood y escrita por Dana Stevens, basada en una historia que escribió con Maria Bello. La película también es protagonizada por Thuso Mbedu, Lashana Lynch, Sheila Atim y John Boyega.
Bello concibió la idea de The Woman King en 2015 después de visitar Benín, donde estaba ubicado Dahomey, y aprender la historia de las Amazonas. Convencida de que había encontrado una historia que valía la pena contar, reclutó a Cathy Schulman para convertirla en un largometraje. Se lo propusieron a varios estudios, que lo rechazaron debido a preocupaciones financieras. Después de reunirse con TriStar Pictures en 2017, la película recibió luz verde en 2020. La producción comenzó en Sudáfrica en noviembre de 2021, se cerró debido a la variante de COVID-19 Ómicron unas semanas más tarde y se reanudó a principios de 2022. Polly Morgan fue la directora de fotografía. Durante la posproducción, Terence Blanchard compuso la banda sonora y Terilyn A. Shropshire completó la edición.
The Woman King tuvo su estreno mundial en el Festival Internacional de Cine de Toronto el 9 de septiembre de 2022 y Sony Pictures Releasing estrenó la película en los cines de los Estados Unidos el 16 de septiembre de 2022. Luego de la proyección del festival, la película recibió críticas positivas, y los críticos elogiaron a su elenco, particularmente a Davis, y las coreografías de acción.

## Reparto
- Viola Davis como General Nanisca[3]
- Thuso Mbedu como Nawi[4]
- Lashana Lynch como Izogie[5]
- Sheila Atim como Amenza[6]
- John Boyega como Rey Ghezo[7]
- Hero Fiennes Tiffin como Santo Ferreira[8]
- Adrienne Warren como Ode[6]
- Jayme Lawson como Shante[8]
- Masali Baduza como Fumbe[8]
- Angélique Kidjo como the Meunon[9]
- Jimmy Odukoya como Oba Ade[9]
- Thando Dlomo como Kelu[9]
- Jordan Bolger como Malik[9]
- Zozibini Tunzi como Efe[10]
- Makgotso M como Iniya[11]
- Siv Ngesi como the Migan[12]

## Producción

### Desarrollo
The Woman King fue producida por Maria Bello y Cathy Schulman, escrita por Dana Stevens con contribuciones de Gina Prince-Bythewood y dirigida por Prince-Bythewood. Es una coproducción entre TriStar Pictures y Entertainment One. En 2015, Bello fue a la nación de Benín, en África occidental, para conocer la historia de los Agojie. Convencida de que había encontrado una historia que valía la pena contar, regresó a Los Ángeles y reclutó a Schulman, entonces directora de la organización Women in Film, para que la ayudara a hacer la película. El 19 de septiembre de 2015, Bello aprovechó un momento en el que le entregaba un premio a la actriz Viola Davis en el Centro Cultural Skirball de Los Ángeles para presentar su idea para la película frente a la multitud que vitoreaba a la noción de ver a Davis en el papel principal.
Schulman primero intentó montar la película en STX Films, donde ella era la jefa de producción, pero el estudio solo estaba dispuesto a ofrecer $5 millones. Después de dejar STX en 2016, Schulman trabajó con Bello, Davis y Julius Tennon, el esposo de Davis y socio productor en JuVee Productions, para llevar la idea a otra parte. Los estudios que la rechazaron mencionaron una posibilidad poco probable de que la película obtuviera ganancias; otros, según Davis, querían elegir actrices conocidas de piel clara, lo que se negaron a hacer por precisión histórica y por el bien de la audiencia. Prince-Bythewood, también en 2016, fue contactada para escribir el guion, pero no pudo comprometerse debido a un conflicto de programación con Silver & Black. En 2017, sin guion ni director, los productores se reunieron con la entonces jefa de TriStar, Hannah Minghella, y con la entonces vicepresidenta sénior, Nicole Brown. En dos años, Brown asumió el cargo de Minghella y convirtió a The Woman King en una de las principales prioridades de TriStar. A principios de 2018, el éxito comercial de la película de superhéroes Black Panther, que presentaba una versión ficticia de las Amazonas, motivó aún más al equipo a seguir adelante con el proyecto. En marzo de 2018, se anunció que Davis y Lupita Nyong'o protagonizarían;  papel de Nyong'o fue interpretado finalmente por Thuso Mbedu. Prince-Bythewood leyó el guion una vez que se completó y se incorporó para dirigir, y en 2020, The Woman King recibió luz verde con un presupuesto de $50 millones.
Prince-Bythewood hizo referencia a películas épicas como The Last of the Mohicans (1992), Braveheart (1995) y Gladiator (2000), y el atletismo como influencias. Su experiencia en deportes le dio una perspectiva sobre el realismo de las escenas de lucha. Al elaborar la historia, buscó que las mujeres tuvieran múltiples facetas tanto en su capacidad de lucha como en sus reacciones emocionales. Trabajó con el diseñador de producción Akin McKenzie para aprender sobre las Amazonas. Su investigación incluyó libros, textos agotados, fotografías y escritos del profesor de Princeton Leonard Wantchekon. "Lo más revelador", dijo, "fue cuánta información errónea hay sobre estas mujeres y esta cultura, dado que gran parte de su historia fue escrita desde el punto de vista del colonizador. Así que realmente se trataba de separar los textos que eran desde ese punto de vista, que eran tan denigrantes e irrespetuosos, de la verdad.” Durante cuatro meses antes del rodaje, el elenco realizó 90 minutos diarios de levantamiento de pesas con la entrenadora Gabriela Mclain, seguido de tres horas y media de entrenamiento de lucha con el coordinador de dobles Danny Hernández, que incluyó carreras, artes marciales y trabajo con espadas y lanzas Davis se inspiró en la boxeadora profesional Claressa Shields.

### Rodaje
En noviembre de 2021, el elenco y el equipo volaron a Sudáfrica para un rodaje de cinco meses. Prince-Bythewood priorizó a los jefes de departamento que eran mujeres y personas de color, incluida la directora de fotografía Polly Morgan, la diseñadora de producción Akin McKenzie, la diseñadora de vestuario Gersha Phillips, la peluquera Louisa Anthony, la supervisora de efectos visuales Sara Bennett y la editora Terilyn Shropshire. El maquillaje estuvo a cargo de un artista sudafricano local, Babalwa Mtshiselwa. "La cuestión es que para las mujeres y las personas de color", dijo Prince-Bythewood, "a menudo los currículos no son largos porque se trata de falta de oportunidades, no de talento. Entonces, cuando estás en mi posición, es importante mirar más allá de ese currículum".
Para una secuencia en la que un personaje recuerda una agresión sexual, Prince-Bythewood hizo referencia al testimonio de Christine Blasey Ford en la audiencia de nominación de Brett Kavanaugh a la Corte Suprema y le pidió a la actriz que leyera el libro de Roxane Gay Hunger, una memoria sobre la violación de Gay. El rodaje de las dos primeras semanas tuvo lugar en la provincia costera de KwaZulu-Natal para rodar escenas de la jungla. Luego se mudaron a la ciudad capital de Ciudad del Cabo, donde se llevaría a cabo la mayor parte de la filmación. En su tercera semana en Sudáfrica, la variante ómicron de COVID-19 llegó a la producción; Davis y Tennon estaban entre los infectados. Como resultado, la producción se detuvo durante algunas semanas y se reanudó a mediados de enero de 2022. Prince-Bythewood lo calificó como el rodaje más difícil de su carrera porque los días de filmación se redujeron y las escenas, como una secuencia de batalla de 11 días con cientos de artistas, tuvieron que reorganizarse y ensayarse.

### Posproducción
Durante la postproducción, Terence Blanchard compuso la banda sonora; él trabajó con Prince-Bythewood en la película Love & Basketball (2000) y en los programas de televisión Shots Fired y Swagger. El compositor sudafricano Lebo M. compuso y produjo cinco canciones originales para la película. La edición estuvo a cargo de Terilyn A. Shropshire, quien trabajó en La vieja guardia (2020) de Prince-Bythewood. A fines de 2020, la canción "Keep Rising" fue escrita por Jessy Wilson, Jeremy Lutito y Angélique Kidjo e interpretada por Kidjo para Warner Chappell Music; la canción se lanzó más tarde y se vendió a Sony para usarla en los créditos finales.

## Estreno
La película se estrenó en el Festival Internacional de Cine de Toronto el 9 de septiembre de 2022. Fue estrenada en los cines el 16 de septiembre de 2022 por Sony Pictures Releasing.

## Recepción

### Crítica
The Woman King recibió reseñas generalmente positivas de parte de la crítica y de la audiencia. En el sitio web especializado Rotten Tomatoes, la película posee una aprobación de 94%, basada en 274 reseñas, con una calificación de 7.8/10, mientras que de parte de la audiencia tiene una aprobación de 80%, basada en más de 10 000 votos, con una calificación de 4.1/5.
El sitio web Metacritic le dio a la película una puntuación de 77 de 100, basada en 53 reseñas, indicando "reseñas generalmente favorables". Las audiencias encuestadas por CinemaScore le otorgaron a la película una "A+" en una escala de A+ a F, mientras que en el sitio IMDb los usuarios le asignaron una calificación de 6.9/10, sobre la base de 69 000 votos. En la página web FilmAffinity la cinta tiene una calificación de 6.0/10, basada en 2430 votos.

### Premios y nominaciones
| Premio                                                      | Fecha                   | Categoría                                  | Nominados                                                                        | Resultado | Ref.   |
| ----------------------------------------------------------- | ----------------------- | ------------------------------------------ | -------------------------------------------------------------------------------- | --------- | ------ |
| Premios de la Asociación de Críticos de Cine Afroamericanos | 8 de diciembre de 2022  | Top 10 Películas de Año                    | The Woman King                                                                   | Nominada  | [ 35 ] |
| American Film Institute Awards                              | 9 de diciembre de 2022  | Top 10 Películas de Año                    | The Woman King                                                                   | Ganadora  | [ 36 ] |
| Premios Grammy                                              | 5 de febrero de 2022    | Mejor canción escrita para medios visuales | Angélique Kidjo, Jeremy Lutito y Jessy Wilson por "Keep Rising (The Woman King)" | Pendiente | [ 37 ] |
| Hollywood Critics Association Creative Arts Awards          | 17 de febrero de 2022   | Mejor director de casting                  | Aisha Coley                                                                      | Pendiente | [ 38 ] |
| Hollywood Critics Association Creative Arts Awards          | 17 de febrero de 2022   | Mejor diseño de vestuario                  | Gersha Phillips                                                                  | Pendiente | [ 38 ] |
| Hollywood Critics Association Creative Arts Awards          | 17 de febrero de 2022   | Mejores acrobacias                         | The Woman King                                                                   | Pendiente | [ 38 ] |
| Hollywood Music in Media Awards                             | 16 de noviembre de 2022 | Mejor banda sonora original                | Terence Blanchard                                                                | Ganadora  | [ 39 ] |
| National Board of Review Awards                             | 8 de diciembre de 2022  | Top 10 Películas más Destacadas            | The Woman King                                                                   | Ganadora  | [ 40 ] |
| People's Choice Awards                                      | 6 de diciembre de 2022  | Mejor película de acción de 2022           | The Woman King                                                                   | Nominada  | [ 41 ] |
| People's Choice Awards                                      | 6 de diciembre de 2022  | Mejor estrella femenina de 2022            | Viola Davis                                                                      | Nominada  | [ 41 ] |
| People's Choice Awards                                      | 6 de diciembre de 2022  | Mejor estrella de acción de 2022           | Viola Davis                                                                      | Nominada  | [ 41 ] |
| Premios Satellite                                           | 11 de febrero de 2023   | Mejor actriz dramática                     | Viola Davis                                                                      | Pendiente | [ 42 ] |
| Premios Satellite                                           | 11 de febrero de 2023   | Mejor diseño de vestuario                  | Gersha Phillips                                                                  | Pendiente | [ 42 ] |
| Premios Satellite                                           | 11 de febrero de 2023   | Mejor montaje                              | Terilyn A. Shropshire                                                            | Pendiente | [ 42 ] |
| Premios Satellite                                           | 11 de febrero de 2023   | Mejor banda sonora                         | Terence Blanchard                                                                | Pendiente | [ 42 ] |
| Premios Satellite                                           | 11 de febrero de 2023   | Mejor sonido                               | Becky Sullivan, Kevin O’Connell, Tony Lamberti & Derek Mansvelt                  | Pendiente | [ 42 ] |
| Premios Globo de Oro                                        | 10 de enero de 2023     | Mejor actriz - Drama                       | Viola Davis                                                                      | Nominada  | `      |
| Premios de la Crítica Cinematográfica                       | 15 de enero de 2023     | Mejor director                             | Gina Prince-Bythewood                                                            | Pendiente | [ 44 ] |
| Premios de la Crítica Cinematográfica                       | 15 de enero de 2023     | Mejor actriz                               | Viola Davis                                                                      | Pendiente | [ 44 ] |
| Premios de la Crítica Cinematográfica                       | 15 de enero de 2023     | Mejor reparto                              | The Woman King                                                                   | Pendiente | [ 44 ] |
| Premios de la Crítica Cinematográfica                       | 15 de enero de 2023     | Mejor diseño de vestuario                  | Gersha Phillips                                                                  | Pendiente | [ 44 ] |